# Hit and Run (Duitse internetserie)
Hit and Run is een Duitse vijfdelige webserie van Lea Becker uit 2018. Het gaat over de zeventienjarige Zoë, gespeeld door Sophia Schober, die de auto van haar vader dumpt zonder rijbewijs en nu precies één weekend over heeft hun sporen verdoezelen voordat hun ouders terugkomen van vakantie. De serie werd geproduceerd door Funk (ZDF) en werd uitgebracht op 2 februari 2018 op YouTube en de Funk-Mediathek. De serie ging in première op het filmfestival Max-Ophüls-Preis in Saarbrücken.

## Verhaal
Op een feestavond in het laatste weekend van de zomervakantie zetten Zoë en haar vrienden de auto van hun ouders in de greppel en raakten ze een hert. Natuurlijk heeft ze geen rijbewijs. Nu heeft Zoë precies één weekend om de auto uit de sloot te halen en het bloed van de motorkap te schrapen.
Maar haar vrienden lijken alleen maar aan zichzelf te denken: de altijd iets te extreme Schorschi wil gewoon eerst zichzelf neerschieten, en Zoë's beste vriend Ben geeft alleen om zijn vriendin Alina, omdat ze blijkbaar een hersenschudding heeft opgelopen bij het ongeluk. Als Zoë's opdringerige ex-vriend Basti ten tonele verschijnt en haar chanteert, lijkt de maat vol.
Gelukkig weet Tarik een mogelijke uitweg uit deze puinhoop. Maar zullen de vrienden zijn plan alsnog op tijd kunnen uitvoeren? Want hoewel het steeds erger wordt met Alina, moeten de vriendinnen eerst het vervelende barbecuefeestje van Ben's ouders doorstaan. Als ze in steeds grotere moeilijkheden verstrikt raken, wordt hun relatie op de proef gesteld. Al snel wordt duidelijk dat ze er niet ongedeerd uit zullen komen.

## Productie
De serie is opgenomen door Funk, een Duitse online mediadienst van ARD en ZDF, en de ZDF-redactie, Das kleine Fernsehspiel. De redactie is Max Fraenkel en Milena Seyberth. De regisseur is Lea Becker, die de serie samen met de auteurs Timo Baer, Anja Scharf en Henning Pulß en de producer Florian Schneider ontwikkelde. De productie wordt gedaan door het productiebedrijf lüthje schneider Hörl | FILM uit München.

### Beïnvloeder
De serie is op 2 februari 2018 ook op YouTube uitgebracht. Het moet 14 tot 18-jarigen aanspreken. Om kijkers van deze leeftijdsgroep te bereiken, werd de rol van Alina gecast met youtuber Sonny Loops. Daarnaast werden kleinere rollen gegeven aan youtubers, zoals Hannah, Dr. Alwetende en transgender influencer Kim Nala vergeven.

## Druk op
- "Cool, authentiek en grappig" - Jetzt (SZ)[9]
- "Hit And Run legt het gevoel van deze levensfase zo authentiek vast dat je zelf bijna weer 17 wilt zijn" - Noizz[10]
- "Levendig en intens" - Spiesser.de[11]